# Christian Christensen (bokser)
 Der er flere personer med dette navn, se Christian Christensen.
Christian Christensen (21. maj 1926 – 28. januar 2005), ”Gentleman Chris”, var en dansk professionel bokser. Christian Christensen havde sin storhedstid i slutningen af 1950'erne og starten af 60'erne, hvor han vandt EM-titlen i mellemvægt.

## Amatørkarriere
Christian Christensen boksede som amatør for AK Falken, og vandt som junior det danske mesterskab i 1944. Han vandt sølv ved DM som senior i 1946, da han tabte finalen til Svend Møller. Vandt herefter det danske mesterskab i weltervægt i 1947 og 1948.
Han deltog i europamesterskaberne i 1947, men tabte sin anden kamp til Charles Humez, Frankrig. Året efter repræsenterede Christian Christensen Danmark ved de Olympiske Lege i 1948 i London, men tabte første kamp mod englænderen Max B. Shacklady, og opnåede således ikke medalje.
Christian Christensen deltog i 10 bokselandskampe, og vandt 9 af sine kampe. I sin sidste kamp som amatør boksede Christian Christensen mod Ulf Olsen fra Norge som led i en landskamp, og vandt, men fik efterfølgende frataget sejren, da han forinden kampen havde skrevet professionel kontrakt.

## Professionel karriere
Han debuterede som professionel bokser som 22-årig den 11. februar 1949 i København mod Said Boina med en pointsejr efter 6 omgange. Han vandt det danske professionelle mesterskab i weltervægt den 24. november 1950 i en kamp mod Martin Hansen, og vandt det danske mesterskab i mellemvægt den 8. februar 1952 også mod Martin Hansen. Han boksede i 1954-1955 8 kampe i USA, hvor han blandt andet besejrede den tidligere VM-udfordrer Billy Graham, men tabte i øvrigt 5 af kampene. I 24. februar 1954 boksede Christian Christensen i Göteborg mod svenskeren Olle Bengtsson om det skandinaviske mesterskab i mellemvægt, men blev slået ud i 7. omgang. Christian Christensen fortsatte karrieren, og fik den 5. august 1961 chancen for at vinde europamesterskabet i weltervægt, da han mødte italieneren Duilio Loi i Italien. Duilio Loi havde tidligere i 1954 fravristet danskeren Jørgen Johansen dennes europamesterskab i letvægt, og havde siden vundet mesterskabet i weltervægt, og var tillige ubestridt verdensmester i let-weltervægt. Duilo Loi vandt på point over Christian Christensen efter 15 omgange.
Christian Christensen fik imidlertid kort tid efter på ny chancen for at blive europamester, denne gang i mellemvægt, da han den 8. februar 1962 mødte skotten John ”Cowboy” McCormack i KB Hallen på Frederiksberg. Christian Christensen blev slået i gulvet i 4. omgang, men kom op igen. Mens kamplederen i strid med reglerne for kampen fortsatte tællingen, slog McCormack Christensen ned igen. Efter almindelig tumult i og udenfor ringen blev Christensen erklæret for vinder på diskvalifikation. Christian Christensen blev herefter den 3. danske europamester efter Knud Larsen og Jørgen Johansen.
Christian Christensen tabte europamesterskabet i sin næste kamp mod den ungarske 3-dobbelte OL-guldvinder László Papp, der vandt på teknisk knockout i 7. omgang i Wien den 16. maj 1962.
Den 3. februar 1963 boksede Christian Christensen i Forum i København mod en af boksehistoriens største boksere, amerikaneren Emile Griffith, der på daværende tidspunkt var ubestridt verdensmester i weltervægt og tillige af det østrigske bokseforbund var anerkendt som verdensmester i let-mellemvægt. Kampen var annonceret som en VM-titelkamp i let-mellemvægt, men var ikke anerkendt af noget forbund, bortset fra det østrigske. Christian Christensen var da blevet 36 år, hvorimod Griffith med sine 24 år var på vej mod toppen af sin karriere. Griffith var klart overlegen, og sendte Christensen i gulvet i 3. omgang. Efter yderligere 2 gulvture i 9. omgang kastede Christensens ringhjørne håndklædet i ringen.
Christian Christensen mødte 2. juli 1964 atter László Papp om europamesterskabet i letmellemvægt, men blev slået ud i 4. omgang i Forum i København. I sin sidste kamp som professionel i en alder af næsten 39 år forsøgte Christian Christensen atter at genvinde europamesterskabet, denne gang i letmellemvægt, men han tabte til italieneren Bruno Visintin, da kampen i KB Hallen blev stoppet i 11. omgang.
Christian Christensen opnåede 79 kampe, hvoraf de 56 blev vundet (16 før tid), 19 tabt (8 før tid) og 4 endte uafgjort.
Christian Christensen virkede efter sin aktive boksekarriere som træner for en række professionelle boksere i Danmark og i Norge.
I 1964 udkom biografien Gentleman Chris på Chr. Erichsens Forlag

## Eksterne links
- Christian Christensen på gravsted.dk
- Professionel rekordliste Arkiveret 3. december 2014 hos  Wayback Machine på boxrec.com
- Christian Christensen vs Lazzlo Papp 1962 på Youtube.com